# San Bernabe AVA
San Bernabe AVA (anerkannt seit dem 29. Juni 2004) ist ein Weinbaugebiet im US-Bundesstaat Kalifornien. Das Gebiet liegt im Süden des Verwaltungsgebiet Monterey County. Die geschützte Herkunftsbezeichnung ist Teil der übergeordneten Monterey AVA und wird im Osten durch den Salinas River und im Westen durch die Santa Lucia Mountains definiert. Im Norden liegt der Pine Canyon und im Süden schließt sich die San Lucas AVA an. Die American Viticultural Area wurde im Wesentlichen auf Betreiben der Delicato Family Vineyards anerkannt, die mit dem über 2000 Hektar großen Weingut San Bernabe Vineyard bedeutendster Produzent der Region sind.